# J.P. Morgan & Co.
J.P. Morgan & Co. est une ancienne banque d'investissement implantée aux États-Unis et fondée en 1871 entre autres par Junius Spencer Morgan et Juliet Pierpont, les parents de John Pierpont Morgan. 
En raison du Glass-Steagall Act de 1933, elle dut se réduire à n'être qu'une banque de dépôt.
Elle a fusionné en janvier 2001 avec la banque d'investissement Chase Manhattan Bank, dont le président était David Rockefeller, pour former une holding financière, la JPMorgan Chase.

## Histoire

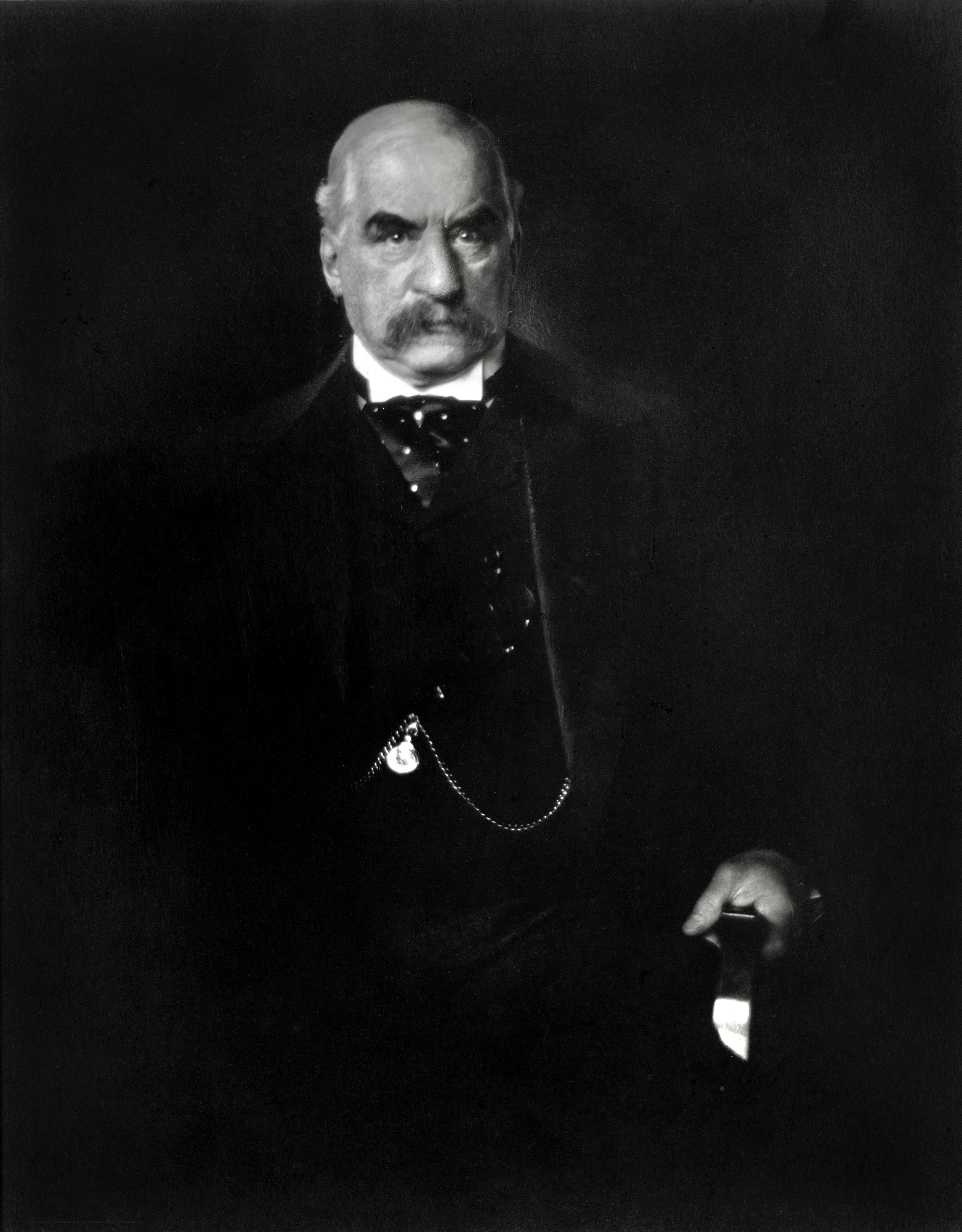
John Pierpont Morgan photographié par Edward Steichen en 1903.

JP Morgan & Co, d'abord connue sous le nom de House of Morgan, fut créée en 1871 à New York par John Pierpont Morgan et Anthony J. Drexel. Elle succède à la banque J.S. Morgan & Co. (en), fondée par Junius Spencer Morgan, père de John Pierpont.
Lors d'un attentat à Wall Street organisé par deux anarchistes arrêtés quelques mois auparavant, une bombe explose devant cette banque le 16 septembre 1920, faisant plus de trente morts.
Conformément au Glass-Steagall Act de 1933, la House of Morgan fut scindée en trois entités : JP Morgan & Co comme banque de dépôt, Morgan Stanley pour les activités de banque d'affaires et banque d'investissement, et Morgan, Grenfell & Co. (en) pour certaines activités en dehors des États-Unis, en l'occurrence à Londres.
En 1959, la banque fusionne avec le Guaranty Trust Company of New York pour former le Morgan Guaranty Trust, avant de reprendre le nom de JP Morgan & Co en 1988.